# Edison Lucio Torres
Edison Lucio Torres (Magangué, Bolívar, Colombia, 24 de noviembre de 1945) es un comunicador social, periodista y escritor colombiano, defensor y docente universitario de Derechos Humanos. Fue, junto a Carlos Gaviria y a Gustavo Petro, uno de los precandidatos inscritos de cara a las elecciones presidenciales de 2010 por el partido Polo Democrático Alternativo.

## Biografía
Perteneció a los círculos socialistas estudiantiles de finales de la década de los 70. Dirigió las jornadas estudiantiles de Magangué y Barranquilla. Lideró el movimiento estudiantil que luchó por el mejoramiento de la calidad de la educación. En septiembre fue expulsado del Liceo Vélez donde estudiaba su bachillerato. En 1977 debió abandonar definitivamente a Magangué para radicarse en Barranquilla. Participó en el Paro Cívico Nacional de 1977.
En 1979, comenzó a ejercer el periodismo cuando se matriculó en la Universidad Autónoma del Caribe en el programa de comunicación social-periodismo, donde se graduó. Trabajó en Caracol, RCN y Olímpica, y en diarios como El Heraldo, Diario del Caribe y La Libertad. Fue corresponsal en Barranquilla del noticiero Promec, dirigido por María Teresa Herrán. Promovió la profesionalización y los derechos de los periodistas.
Luego se destacó en la construcción de opinión pública crítica y proactiva desde la radio barranquillera. En 1991 impulsó activamente la consulta popular de la Ad-M19 para escoger como candidato a la alcaldía de Barranquilla al padre Bernardo Hoyos Montoya. Fue uno de los fundadores del Movimiento Ciudadano. En 1996 fue candidato al senado pero renunció para apoyar a Laura García Vda. de Pizarro. En el 2001, luego de sentirse frustrado por el proyecto político de Barranquilla, regresó a Cartagena. Cursó Altos Estudios en derechos humanos, historia nacional y la especialización en periodismo de investigación con la Universidad de Antioquia y Universidad Nacional. En la heroica está desarrollando una lucha por los derechos humanos de la población más empobrecida, desde donde nace LA REVOLUCION DE LA ESPERANZA. Para el año 2009 decidió promover su campaña como precandidato presidencial de la República de Colombia Para las consultas internas de su partido Polo democrático Alternativo.